# Lexington (Missouri)
Pour les articles homonymes, voir Lexington.
Lexington est une ville américaine, siège du comté de Lafayette, dans l'État du Missouri, sur la rive droite de la rivière Missouri. En 2012, sa population s'élevait à 4 667 habitants.